# Pelea con almohadas

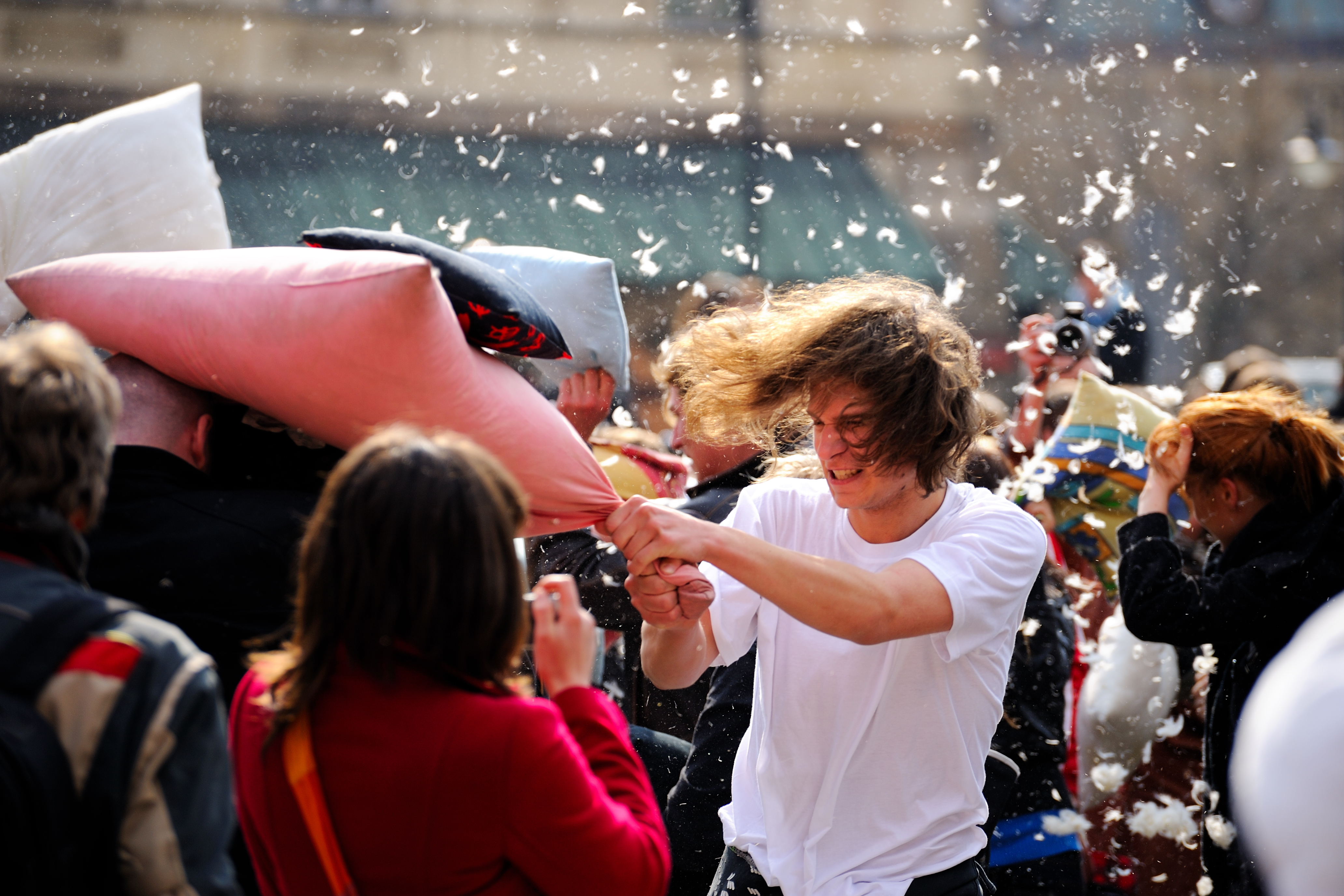
Pelea de almohadas en Varsovia.

Las peleas de almohadas es un juego popular que requiere actividad física usando almohadas como armas. Si bien es habitual que jueguen los niños, también es frecuente ver a jóvenes y adultos practicando tales batallas. En la mayoría de ocasiones las peleas se realizan durante las fiestas de pijama.
Aunque las almohadas son suaves y esponjosas, también es frecuente sufrir alguna lesión, puesto que cualquier golpe puede desequilibrar a otro, sobre todo si se encuentra en una superficie poco estable como una cama.
Antiguamente, las almohadas se rompían con facilidad ante las embestidas, no siendo así en la actualidad, cuando las almohadas actuales están fabricadas con materiales más resistentes.